# Apologia de Sòcrates
L'Apologia de Sòcrates (en grec Ἀπολογία Σωκράτους) o Defensa de Sòcrates, escrita entre el 393 i 389 aC, és la versió que dona Plató del discurs de defensa pronunciat pel filòsof Sòcrates davant del tribunal atenès que el va condemnar a mort el 399 aC. Està format per un diàleg socràtic del discurs d'autodefensa que Sòcrates va pronunciar en el seu judici per impietat i corrompre el jovent.
L'Apologia de Sòcrates és un dels quatre diàlegs socràtics, juntament amb Eutifró, Fedó i Critó, a través dels quals Plató detalla els darrers dies de Sòcrates.

## Contingut
Sòcrates comença declarant que desconeix si els atenesos (assemblea general) ja estaven persuadits pels que l'acusaven. Aquest començament és crucial per a establir el tema de tot el discurs, ja que és freqüent que Plató comenci els seus diàlegs socràtics exposant la idea general del text. En aquest cas, el diàleg s'obre amb: «Com heu estat d'afectats, atenesos, pels meus acusadors, no ho sé». Aquest «no ho sé», de fet, suggereix que la filosofia exposada a l'Apologia va consistir plenament en una sincera admissió d'ignorància, ja que tot el seu coneixement procedeix de la seva confessió de no saber res: «Només sé que no sé res».
Sòcrates demana al jurat que no el jutgin per les seves habilitats oratòries, sinó per la veritat que aquestes convoquen. Al seu torn, assegura que no farà servir ornaments retòrics ni frases acuradament preparades, sinó que pronunciarà en veu alta el que pensi emprant les mateixes paraules que utilitzaria a l'àgora. Amb tot, demostra ser un mestre en retòrica, car no és només eloqüent i persuasiu, sinó que també sap jugar amb el jurat. El discurs, però, que ha posat els lectors del seu costat durant més de dos mil·lennis, no aconsegueix guanyar el judici. Sòcrates va ser condemnat a mort, i ha estat admirat des de llavors per la seva serena acceptació d'aquest final.

### Acusació
Els tres homes a presentar càrrecs contra Sòcrates són: 
- Ànit: fill d'un atenès prominent, Antemion. Anitos apareix en Menó inesperadament mentre Sòcrates i Menó (que està visitant Atenes) discuteixen si la virtut pot ser ensenyada. Sòcrates argumenta que no, i n'ofereix com a prova que molts bons atenesos han tingut fills inferiors als seus pares, després de la qual cosa procedeix a donar noms, entre aquests Pèricles i Tucídides. Ànit s'ofèn, i avisa Sòcrates que menysprear (kakòs légein) aquestes persones li portarà problemes algun dia (Menó, 94e-95).

- Mèlet: dels tres l'únic a parlar durant la defensa de Sòcrates, també és esmentat en un altre diàleg, Eutifró, encara que no hi apareix. En aquest, Sòcrates diu que Mèlet és un jove desconegut de gran nas aquilí. A l'Apologia, Mèlet presenta les seves acusacions, cosa que permet a Sòcrates rebatre-les. Sense prestar gaire atenció als càrrecs que està afirmant, acusa Sòcrates d'ateisme, de creure en semidéus i de no honorar els déus de la ciutat, a més de corrompre el jovent mitjançant els seus ensenyaments.

- Lícon: del qual poc se sap, d'acord amb Sòcrates, era representant dels oradors.

### Els càrrecs contra Sòcrates
Sòcrates diu que ha de refutar dos tipus d'acusacions diferents: els vells càrrecs que és un criminal i un curiós que pregunta fins pel cel i la terra, i els més recents càrrecs legals de corrompre els joves i de creure en coses sobrenaturals de la seva pròpia invenció, en lloc dels déus de la polis. Sobre els vells càrrecs, diu que són el resultat d'anys de rumors i prejudicis i, per tant, no poden ser resposts. Sòcrates desvirtua aquests «càrrecs informals», donant-los una aparença legal dient: «Sòcrates comet el delicte d'investigar els fenòmens celestes i subterranis, ja que, segons ells, converteix l'argument més feble en el més fort, instruint sobre això els altres, i sense creure en els déus, és a dir, és ateu.» També diu que aquestes al·legacions van néixer de la boca de cert poeta còmic, és a dir, Aristòfanes.
L'apassionada defensa de Sòcrates en ser acusat de sofista (i curiós) no és més que una distracció de les altres, més greus, acusacions, ja que els sofistes no eren condemnats a mort a Grècia; al contrari, eren freqüentment cercats pels pares per ser tutors dels seus fills, per la qual cosa Sòcrates diu que no pot ser confós amb un sofista, atès que aquests són savis (o creuen que ho són), i estan ben pagats, mentre que ell és pobre (tot i ser, sovint, vist en les taules de joc), i diu no saber absolutament res.

## L'obra
L'Apologia es divideix en tres parts. La primera per a la pròpia defensa de Sòcrates, i que conté les parts més famoses del text, com el record que realitza del seu amic Querefont a l'oracle de Delfos i la seva refutació a Mèlet.

### Discurs principal (17a - 35d)
El primer que fa Sòcrates és acusar qui l'acusa, Mèlet, el seu nom significa «aquell a qui li importa», de no importar-li les coses que diu que li importen. Mentre interroga Mèlet, diu que ningú no corrompria intencionadament l'altre, car després corre el risc que ell el damnés en el futur. Aquest tema de la corrupció és important per dues raons: primer perquè sembla l'acusació més greu que li és imputada, el corrompre els joves ensenyant-los una versió d'ateisme, i la segona, perquè Sòcrates clama que si Mèlet està convençut, ha de ser perquè Aristòfanes corrompé les ments de la seva audiència amb l'obra Els núvols, escrita 24 anys enrere.
Així, doncs, Sòcrates partí en una «missió divina» per resoldre la paradoxa que un home ignorant pogués ser també la persona més sàvia de la ciutat i intentà demostrar que el déu s'equivocava. Després d'això, bo i proclamant-se la veu de l'oracle (23e), procedeix a preguntar sistemàticament als polítics, poetes i artesans, determinant al final que els primers són impostors, els segons no comprenien llurs pròpies obres,com els visionaris i els profetes no comprenen llurs visions, i que els tercers tampoc no es lliuren de ser pretensiosos. Per la seva part, ell es pregunta a si mateix si preferiria ser un impostor, com la gent amb qui parla, i de nou parlant com la veu de l'oracle hi respon que no, car prefereix ser ell mateix.
Sòcrates comença dient al jurat que les seves ments han estat enverinades pels seus enemics mentre eren joves i impressionables i que la seva reputació de sofista ha estat imposada pels seus enemics, els quals són maliciosos i li tenen enveja. Diu, tanmateix, que ells romandran en l'anonimat, tret d'Aristòfanes, el poeta còmic. Respon després a l'acusació de corrompre els joves argumentant que el corrompre'ls de forma deliberada és una idea incoherent. Després explica que tots els seus problemes començaren amb la visita a l'oracle. Querofont va acudir a l'oracle de Delfos per preguntar si hi havia algú més savi que Sòcrates, a la qual cosa el déu respongué que no n'hi havia cap altre. Quan Querofont ho va referir a Sòcrates, ell s'ho va prendre com una endevinalla, car clamava no posseir saviesa, ni gran ni petita, però també que era contrari a la natura dels déus el fet de mentir.
Sòcrates afirma que aquestes preguntes indiscriminades li valgueren la reputació de tafaner o curiós, però a partir d'aquí interpreta la seva missió en la vida com la prova que la vertadera saviesa pertany exclusivament als déus, i que la saviesa humana té poc o cap valor. Havent refutat els prejudicis, Sòcrates comença a defensar-se dels càrrecs formals de corrupció dels joves i d'ateisme. Procedeix a defensar-se de l'acusació d'ateisme parant una trampa a Mèlet fins que aquest es contradiu dient que Sòcrates és un ateu i que creu en semidéus i esperits. Sòcrates humilia Mèlet preguntant a la cort si ell ha passat algun test que mostri si sap identificar contradiccions lògiques.
En una de les parts més controvertides de l'obra, Sòcrates afirma que no hi ha hagut cap bé més gran per a Atenes que la seva preocupació pels seus conciutadans, que la riquesa és una conseqüència de la bondat, i que els déus no permeten que un home bo sigui damnat per un de pitjor. Clama ser un «tàvec» i l'estat un gran cavall mandrós que necessita que el despertin.
Per provar això, Sòcrates recorda al jurat el seu daimon, que ell veu com una experiència sobrenatural. Reconeix que això farà sospitar a molts que realment inventa deïtats, però no fa concessions en aquest respecte, malgrat estar al corrent de les sospites que això aixecaria. Sòcrates proclama no haver estat mai un professor, car no ha impartit el seu coneixement a altri. Per aquesta raó no se li pot fer culpable del que fan els altres ciutadans. Si ha corromput algú, diu, per què no acudeixen com a testimonis? Si han estat corromputs, per què no ha intercedit la família en llur benefici? A més a més, molts d'aquests familiars acudiren al judici en defensa de Sòcrates.
Per concloure aquesta part, Sòcrates recorda al jurat que no recorrerà als trucs comuns de plors, ni portarà els seus tres fills per provocar la compassió. Afirma no témer la mort i assegura que no actuarà de manera contrària al seu deure religiós, per la qual cosa confiarà plenament en la seva sòlida argumentació i en la veritat per guanyar-se el veredicte. El jurat, no obstant això, el troba culpable per 281 vots contra 220.

### Després del veredicte (35e - 38b)
Sòcrates proposa un càstig alternatiu que no li genera popularitat. Com es considera benefactor d'Atenes, reclama que hauria de participar-lo en els àpats del Pritaneu, un dels edificis que allotjava membres de l'assemblea. Això era un honor reservat a atletes i a altres ciutadans importants.
Considera després com a pena el pagament d'una multa d'una mina de plata (100 dracmes), car no tenia prou diners per pagar una multa més gran. El jurat, considerant-ho una suma molt petita comparada amb el càstig proposat per l'acusació, opta per la condemna a mort. Els amics de Sòcrates, Plató, Critó, Critobul i Apol·lodor de Falèron, es disposen a augmentar la suma inicial a 30 mines, però l'assemblea no ho veié tampoc com una alternativa, per la qual cosa decideixen la pena de mort amb cicuta.

### Després de la sentència (38c - 42a)
L'alternativa proposada per Sòcrates feu enfadar el jurat. 360 van votar per la sentència a mort, i només 141 van votar a favor de la multa de 3.000 dracmes. Sòcrates, aleshores, respon al veredicte, referint-se primer als que voten per la seva mort. Afirma que no ha estat la manca d'arguments per part seva el que ha donat lloc a la condemna, sinó la seva negativa a rebaixar-se a les habituals pràctiques sentimentalistes que podien esperar-se de qualsevol que es trobés davant d'una condemna a mort i insisteix, de nou, que estar prop de la mort no eximeix una persona de seguir el camí de la bondat i la veritat. Profetitza que crítics més joves i severs seguiran els seus passos, i els sotmetran a un examen més rigorós de les seves pròpies vides.
Per a aquells que votaren a favor seu diu que el seu daimon no volgué aturar-lo en el seu discurs, atès que considerava que era la forma correcta d'actuar. Com a conseqüència, la mort ha de ser una benedicció ja que, o constituirà l'anihilació en portar pau a totes les preocupacions o en migrar cap a un altre lloc en què coneixerà les ànimes de gent tan famosa com Hesíode, Homer i herois com Odisseu, amb els que pugui continuar la seva tasca.
Sòcrates conclou l'Apologia dient que no guardarà rancor contra els que l'han acusat i condemnat, i en un acte de total confiança els demana que cuidin dels seus tres fills mentre creixin, assegurant-se que posin el que és bo per damunt de llur propi interès. Al final de tot, Sòcrates declara: «És hora d'anar-se'n, jo per morir, i vosaltres per viure. Qui de nosaltres va a una sort millor, ningú no ho sap, només els déus ho saben».

## Llegat
Encara que Aristòtil el va classificar més tard com un gènere de ficció, és una obra de joventut de Plató que es segueix considerant una font històrica útil sobre Sòcrates. Aristòtil creia que el diàleg, particularment l'escena on Sòcrates qüestiona Mèlet, representava un bon ús de l'interrogatori.
Sòcrates on Trial: A Play Based on Aristophane's Clouds and Plato's Apology, Crito, and Phaedo Adapted for Modern Performance (2007), d'Andrew David Irvine, és una obra de teatre contemporània que retrata Sòcrates com a filòsof i home, basada en Els núvols (423 aC). ), d'Aristòfanes, i tres diàlegs socràtics, de Plató, l'Apologia de Sòcrates (la defensa del filòsof en el judici), el Critó (debat sobre la naturalesa de la justícia) i el Fedó (debat sobre la naturalesa del més enllà).
El telefilm Socrate (1971), de Roberto Rossellini, adapta en gran manera la seva acció i el guió d'aquest diàleg.